# Inklusion (Soziologie)
Der Begriff Inklusion beschreibt in der Soziologie den Einschluss beziehungsweise die Einbeziehung von Menschen in die Gesellschaft. Inklusion ist komplementär zur Exklusion.

## Inklusion als Begriff der soziologischen Systemtheorie
Der Begriff Inklusion wurde von Talcott Parsons in die soziologische Theorie eingeführt und von Niklas Luhmann weiterentwickelt. Inklusion bedeutet bei Parsons innerhalb der evolutionären Gesellschaftsentwicklung die Einbeziehung bislang ausgeschlossener Akteure in Subsysteme. Luhmann beschreibt die moderne Gesellschaft als eine funktional differenzierte Gesellschaft mit diversen voneinander abgegrenzten Bereichen, wie Wirtschaft, Politik, Recht, Wissenschaft, Erziehung, Kunst oder Religion. In diese Einzel-Systeme können Menschen nicht integriert werden, sie dürfen nicht Teile davon werden, weil sie gleichzeitig an mehreren dieser Systeme partizipieren müssen, um ihre Bedürfnisse zu befriedigen. In seinen frühen Arbeiten zeigt Luhmann, dass Grund- und Menschenrechte sowohl die Funktion haben, die relative Eigenständigkeit dieser Subsysteme wie auch die strukturelle Einbeziehung (=Inklusion) tendenziell aller Menschen in diese Subsysteme abzusichern (z. B. durch Wahlrecht, Berufsfreiheit, Recht auf Eheschließung, Religionsfreiheit u. a.). Die Partizipation an den Leistungen der einzelnen Funktionssysteme ist laut Luhmann Inklusion, die jeweils erst durch Exklusion aus anderen Funktionssystemen möglich wird. Eine vollständige Inklusion in die Gesellschaft (alle ihre Teilsysteme) ist nicht möglich. Eine sehr weit gehende Exklusion aus allen Teilsystemen hat Luhmann dagegen in den Favelas beobachtet. Rudolf Stichweh vermutet, dass daraus jedoch keine stabil abgegrenzten Exklusionsbereiche resultieren (wie Luhmann annahm), sondern Zentren der Hervorbringung immer neuer und häufig devianter Inklusionen, was die funktionale Differenzierung unterlaufe.
Sascha Weber zeigt die politische Sprengkraft des Systemansatzes auf: Funktional differenzierte Gesellschaften entwickelten Subsysteme, denen sie die Lösung von Problemen zuwiesen. Auf diese Weise sei ein Subsystem differenzierter Behindertenhilfe entstanden. Dieses sei aber weder funktional äquivalent noch zum Ziel einer inklusiven Gesellschaft hinführend.

## Inklusion im Zusammenhang der Ungleichheitsforschung
Als Reaktion auf beobachtete gesellschaftliche Exklusionstendenzen entwickelten Soziologen und im Anschluss an sie dann auch Sozialarbeitswissenschaftler normative Konzepte der sozialen Inklusion, die sich in der Begriffsverwendung stark von der bei Parsons und Luhmann unterscheiden und eine vollständige gesellschaftliche Teilhabe meinen. Stichweh stellt das in den Zusammenhang mit der französischen Sozialtheorie, beginnend mit Émile Durkheim. Dort sei Inklusion als Gelingen gesellschaftlicher Solidarität zu lesen. Bei Michel Foucault hätten Exklusion wie auch Inklusion disziplinarischen Charakter. Auch die Ungleichheitstheorie Pierre Bourdieus basiere auf dem Gegensatzpaar Inklusion und Exklusion. Eine weitere Quelle des soziologischen Inklusionsbegriffs ist der britische Theoretiker Thomas H. Marshall, mit seinem wohlfahrtsstaatlichen Konzept von citizenship.
Die normative Verwendung des Begriffs Inklusion im Zusammenhang der aktuellen Ungleichheitsforschung verdeutlicht Martin Kronauer in Abgrenzung zu dem der Integration. Integration gehe von einer vorgegebenen Gesellschaft aus, in die integriert werden kann und soll. Inklusion dagegen erfordere vorab, dass gesellschaftliche Verhältnisse, die exkludieren, überwunden werden.

## Nachhaltigkeitsziele der Vereinten Nationen
Die 2015 von den Vereinten Nationen (UN) verabschiedeten 17 Ziele für nachhaltige Entwicklung nennen Inklusion bei mehreren Punkten, z. B. 4, Ensure inclusive and quality education for all and promote lifelong learning („Gewährleistung einer inklusiven und hochwertigen Bildung für alle und Förderung lebenslangen Lernens“), 11: Make cities inclusive, safe, resilient and sustainable („Städte inklusiv, sicher, belastbar und nachhaltig machen“) oder 16: Promote just, peaceful and inclusive societies („Förderung gerechter, friedlicher und inklusiver Gesellschaften“).